# سليمان غزالة
سليمان بك جرجس يوسف غزالة (21 سبتمبر 1854 - 18 أكتوبر 1929) طبيب وكاتب وشاعر عراقي. ولد في بغداد ودرس في الموصل. ثم ذهب إلى بيروت ودرس فيها. ثم انتقل إلى باريس حيث درس الطب. قام بأسفار عدّة، فجاب عدّة أقطار عربيّة وأوروبيّة وأقام في طهران مدّة وتقرّب من الشاه. وكان نائباً عن البصرة في المجلس النيابيّ العراقي. له دواوين شعرية عديدة ورواية منظومة بعنوان الحق والعادلة وقد بلغت مؤلفاته أكثر من 20 كتاباً في السياسة والاقتصاد والفكر والمذكرات، وتقوم فلسفته على مقاومة الاستبداد وسيادة الحرية والأخوة والمساواة. 

## سيرته
ولد عبد الأحد سليمان بن جرجس بن يوسف غزالة في بغداد في 21 سبتمبر 1854 . تقلى تعليمه بين الموصل وبغداد، عين معلماً في مدرسة الإليانس الأهلية ببغداد 1873. ثم انتقل إلى بيروت معلماً بمدرسة اليسوعيين 1879. سافر إلى باريس فانتسب إلى كلية الطب 1881 وتخرج فيها طبيباً 1886. وعيّن طبيباً في الآستانة مشرفاً صحياً على جميع الولايات العراقية واتخذ مقره في مدينة الحلة. ثم أسندت إليه مهام صحية في طور سيناء، ومنه إلى الأناضول وحلب، وفي 1895 عين في طرابلس الغرب وبعد عامين نقل إلى دمشق. عيّن عضواً في مجلس الصحة بين الأمم 1912.

بعد وفاة زوجته الأولى تزوج في باريس الرسامة الفرنسية المعروفة باسمها الفني غي دافلين في 1906، وأعيد إلى عمله في طرابلس الغرب، وبقي فيها حتى الاحتلال الإيطالي، بعده توجه إلى مالطة فالآستانة. ثم ذهب إلى طهران وعين رئيس مجلس صحة بلاد فارس من عام 1914 ولغاية 1916.

عاد إلى بغداد، فالبصرة 1920 حيث انتخب نائباً عنها في المجلس التأسيسي، ثم نائباً في مجلس النواب 1925 - 1928.

نشطت حياته الفكرية والإبداعية بعد زواجه من زوجته الثانية الفرنسية، التي كانت مؤلفة وروائية ورسامة، فكانت حافزاً إيجابياً لتوجهه الأدبي. عمل محرراً في جريدة كوكب الشرق ونشر فيها أولى مقالاته وكانت ضد السلطات العثمانية.

توفي سليمان بك غزالة في 18 أكتوبر 1929 في ستوكهولم.

## شعره
قال عن شعره عبد العزيز البابطين في معجمه "تختلف عناوين دواوينه الشعرية، ولكنها تلتقي على هيمنة المعنى الأخلاقي، وتوجيه النصح من منظور ديني، والمقابلة بين أحوال الشرق وأحوال الغرب ما بين التقدم والتأخر وصراحة السلوك والآداب العامة. يأخذ في «قصته» شكل «الرباعيات» موحدة النسق، وفي دواوينه الأخرى يميل إلى وحدة القافية، ولكن عبارته عسيرة النطق صعبة الهضم لا تخلو من التواء بدلالات الألفاظ، وقد أحوجه هذا إلى كثرة الهوامش الشارحة، والتوطئة للشعر بالنثر، أو التعقيب عليه. شعره اجتماعي أخلاقي في جوهره، أقرب إلى المنظومات التعليمية والإرشادية، فإن دلّ على شخصه فمن خلال هذا المنظور الحضاري الشامل."

## مؤلفاته
- الوضيعة في الحكمة الخلقيّة، أربعة عشر مجلّداً، والوضيعة تعني: الكتاب المختص بالأخلاق والحكمة.
- الأخلاق الاجتماعية، 1924
- منهاج العائلة
- العشق الطاهر، ديوان شعر، 1925
- الحب البشري، ديوان شعر، 2921
- الحق والعدالة، رواية منظومة

وله في الأدب:
- الهوى، 1926
- علم الأدب الرياضي، 1927
- الأدب النظري العمومي
- المعضلة الأدبيّة ومزاولة حلّها تاريخيّاً، 1927
- سوانح الكلم وأعاجم الحكم، مجلدان، 1915
- سوانح الكلم فيما يسامي العشق من عبر أو سوانح الفكر في ما يسامي العشق من عبر،[6] 1915

## وصلات خارجية
- في معجم بابطين
- في أرشيف المجلات